# Davanter (futbol)

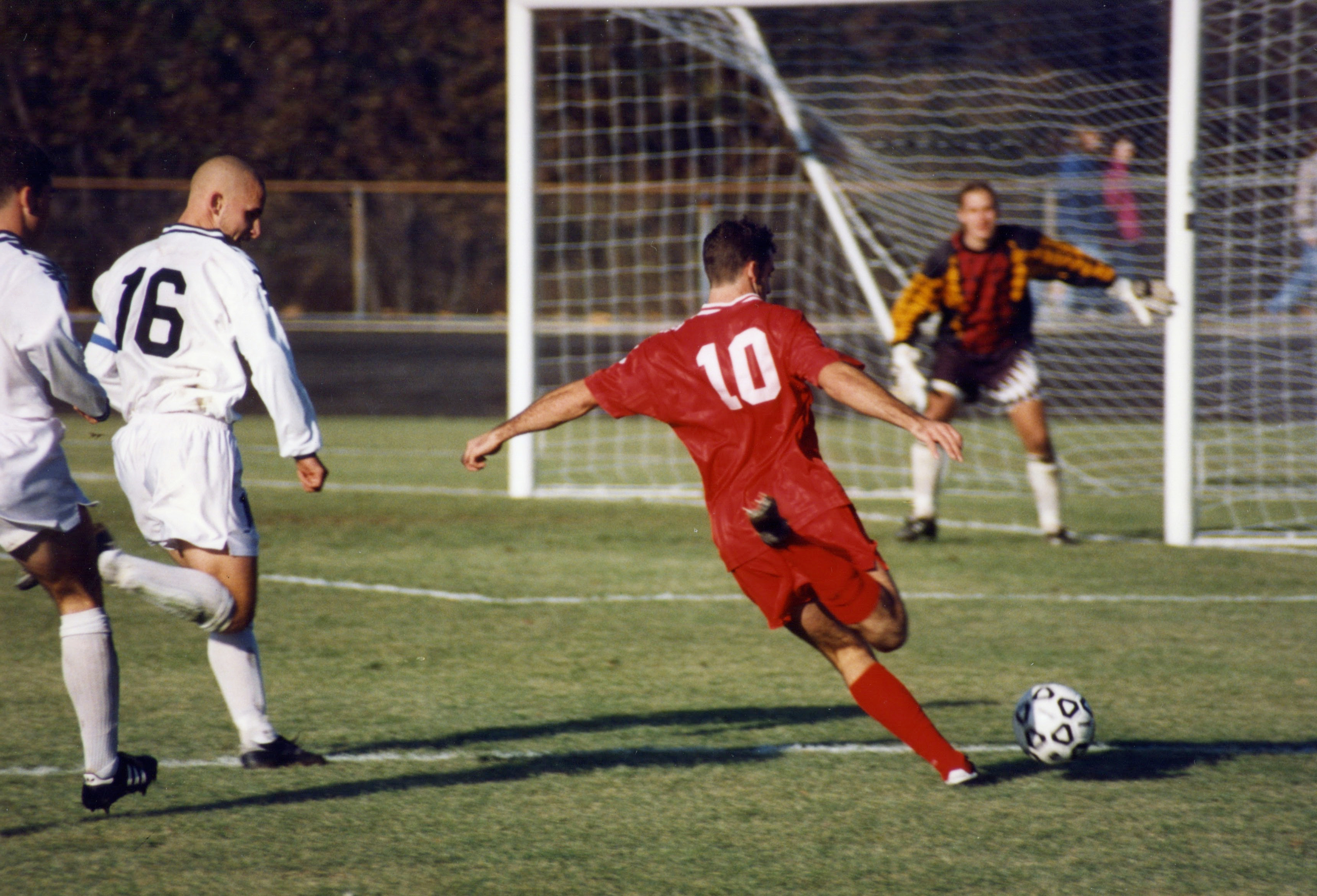
El davanter (amb samarreta vermella) apunta a la porteria

Un davanter o atacant, és un jugador de futbol que juga en la posició d'atac, la més propera a la porteria rival. Aquesta posició tan avançada i les seves limitades responsabilitats defensives, conclouen que els davanters marquin molts més gols que la resta dels seus companys i siguin per tant jugadors més valorats. De les característiques més valorades dels davanters hi ha la capacitat de marcar gols i regatejar rivals, la agressivitat i tècnica del jugador o la capacitat de crear perill a l'àrea rival. Se'l coneix popularment com a 9.

## Tipus de davanters

### Davanter centre
Es coneix com a davanter centre a aquell jugador encarregat de marcar la majoria de gols d'un equip. Són jugadors amb molt bona punteria, reflexos ràpids, típicament alts i forts i que es destaquen per la seva potent rematada o el seu joc aeri, sent a més capaços de capitalitzar fins a la més mínima oportunitat per marcar.
Exemples: Erling Haaland, Harry Kane, Robert Lewandowski, Lautaro Martínez

### Mitja punta
Un mitja punta s'encarrega d'assistir al davanter centre. Generalment es tracta de futbolistes molt hàbils i regatejadors sense deixar de ser molt tàctics, però sobretot han de ser potents per avançar des del migcamp cap a l'atac.
Exemples: Alfredo di Stefano, Pelé, Bernardo Silva, Kevin de Bruyne

### Segon davanter
Solen ser jugadors molt tècnics, amb mobilitat i creació d'atac. La tasca principal d'un segona punta és obrir forats a la defensa, finalitzar amb èxit les jugades i proveir d'assistències de gol els seus companys. No és un davanter fix d'àrea, ja que tendeix a baixar uns metres per recolzar el mig camp i participar en la creació de jugades.
Exemples: Lionel Messi, Antoine Griezzman, Paulo Dybala

### Extrem
Un futbolista que juga com a extrem és aquell que se situa a la banda o lateral del camp, on comunament compleix la funció d'atac. Són jugadors que juguen per les bandes, desbordant i enviant centres al davanter o passades gol. Pel que fa a les seves característiques, són jugadors que poden ser molt ràpids i hàbils per generar centres a l'àrea. S'utilitzen per cobrar tirs lliures i de cantonada. La posició d'extrem és una de les més antigues al futbol i de les que s'han mantingut fins als nostres dies.
Exemples: Mohamed Salah, Richarlison, Federico Chiesa, Lionel Messi

### Fals 9
Solen ser jugadors amb molt de vertigen, velocitat i amb un gran control de la pilota. Físicament són una mica més petits que els davanters centre, però més hàbils i creatius. Els punters es diferencien dels extrems perquè no busquen la banda fins al final del camp, sinó que es mouen des de les bandes cap a la porteria, utilitzant la jugada anomenada "diagonal", i encarant la defensa i el porter. Això és una diferència important en l'estil i la forma de joc: jugar amb extrems significa un futbol amb un atac més estàtic esperant el centre; jugar amb punters implica més mobilitat de la pilota.
Exemples: Johan Cruyff, Lionel Messi

## Capacitats defensives
Tot i que el davanter és principalment una posició ofensiva en molts casos, també tenen papers crítics per a la defensa que sovint es passen per alt. Els davanters poden participar en tàctiques com la pressió alta, el tall de carrils de passada, la defensa de jugades parades i el seguiment (sobretot per als extrems). L'alta pressió s'utilitza quan l'equip sense pilota defensa l'equip contrari fins a la seva línia posterior de defensors, de manera que tingui poca àrea per passar o realitzi una acumulació de joc. Els atacants normalment estaran al capdavant d'aquest moviment de pressió alta i intentaran dirigir el moviment de la pilota. Com a part d'aquesta tècnica d'alta pressió, també poden tallar els carrils de pas. Això vol dir que es col·locaran entre un defensa exterior i un defensa central o migcampistes i defenses centrals de manera que el jugador contrari no pugui passar la pilota ni fer una jugada. Mitjançant aquest mètode, poden forçar de manera efectiva l'equip contrari a una zona del terreny de joc i fer que l'equip contrari perdi la pilota.
El tancament és la capacitat d'un jugador per començar ràpidament a defensar el jugador contrari amb la pilota. Això sol caure sota el principi de concentració del futbol, de manera que els davanters han de poder començar a defensar l'equip contrari molt amunt a la meitat contraria. Tot i que molts creuen que els davanters no estan molt implicats en les estratègies defensives, poden ajudar a recuperar la possessió de la pilota.

## Formacions
En les formacions actuals podem veure 1, 2 o 3 davanters depenent de la força competitiva que tingui l'equip en qüestió i la seva forma de jugar. Una formació defensiva pot tenir 1 o 2 davanters mentre que una formació ofensiva té 3 davanters.
A continuació s'exposen algunes maneres d'alinear els davanters (en vermell):

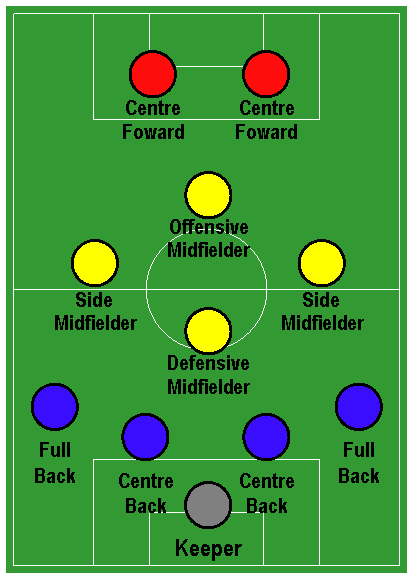
4-4-2
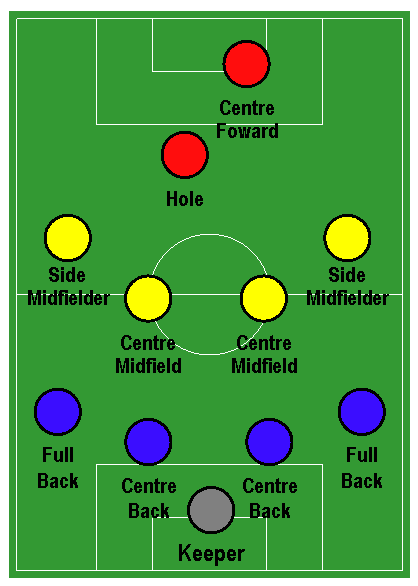
4-4-1-1
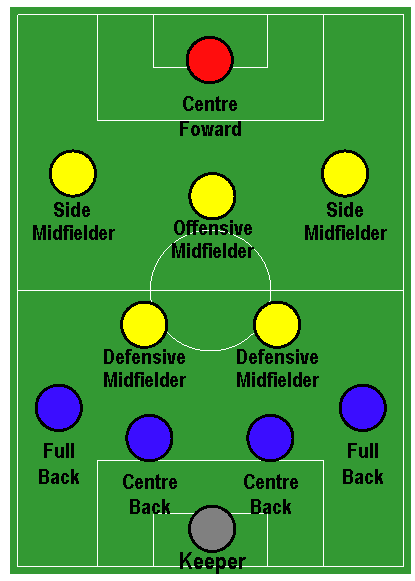
4-2-3-1
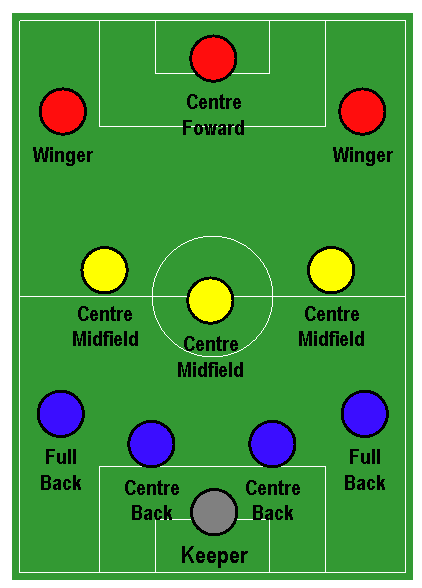
4-3-3